# Mario Ghibaudo
Mario Ghibaudo (18. ledna 1920, Borgo San Dalmazzo – 19. září 1943, Boves) byl italský římskokatolický kněz, zabitý během tzv. Bovesského masakru. Katolická církev jej uctívá jako blahoslaveného mučedníka.

## Život
Narodil se dne 18. ledna 1920 v Borgo San Dalmazzo rodičům Dalmazzu Ghibaudovi a Marii Rolando. Roku 1926 přijal své první svaté přijímání a roku 1928 svátost biřmování. Rozhodl se stát knězem a dne 1. října 1929 nastoupil do kněžského semináře v Cuneu.
Kněžské svěcení přijal spolu s dalšími šesti absolventy semináře z rukou biskupa diecéze Cuneo-Fossano Giacoma Rossa dne 19. června 1943. Dne 1. července 1943 byl jmenován farním vikářem v Boves.
Dne 19 září 1943 vypukl vůbec první nacistický masakr civilistů v Itálii během druhé světové války, známý jako Bovesský masakr. Město tehdy odmítl opustit a místo toho pracoval na záchraně dívek ze sirotčince a dalších občanů. Když okolo 16:30 dával zraněnému muži rozhřešení in articulo mortis (“v okamžiku smrti”) jej voják SS zasáhl střelbou z kulometu. Poté jej dobil dýkou a znetvořil jeho obličej. Spolu s ním byl zabit i místní farář Giuseppe Bernardi. Roku 2016 byly ostatky obou zabitých kněží přeneseny do farního kostela sv. Bartoloměje v Boves.

## Úcta
Beatifikační proces jeho a jeho společníka Giuseppa Bernardiho započal roku 2013, čímž obdrželi titul služebníci Boží. Dne 9. dubna 2022 podepsal papež František dekret o jejich mučednictví.
Blahořečeni pak byli společně dne 16. října 2022 v Boves. Obřadu předsedal jménem papeže Františka kardinál Marcello Semeraro.
Jeho památka je připomínána 19. září. Bývá zobrazován v kněžském oděvu.